# Liste der Naturschutzgebiete im Landkreis Karlsruhe
Im Landkreis Karlsruhe gibt es 43 Naturschutzgebiete. Für die Ausweisung von Naturschutzgebieten ist das Regierungspräsidium Karlsruhe zuständig. Nach der Schutzgebietsstatistik der Landesanstalt für Umwelt, Messungen und Naturschutz Baden-Württemberg (LUBW) stehen 3.214,75 Hektar der Landkreisfläche unter Naturschutz, das sind 2,96 Prozent.
| Name                                                              | Bild | Kennung               | Einzelheiten | Position | Fläche Hektar | Datum         |
| ----------------------------------------------------------------- | ---- | --------------------- | --- | -------- | ------------- | ------------- |
| Altrhein-Königsee                                                 |      | 2.016 WDPA: 81279     | Dettenheim Rest eines abgeschlossenen Rheinaltwassers mit gut ausgebildeter Teichrosen-Gesellschaft mit der Seekanne, verschiedenen Röhrichten und Seggenrieden, umgeben von Auwaldbeständen. Kleintierwelt des Sees sehr artenreich. Brutplatz zahlreicher Sumpf- und Wasservögel. | ⊙        | 11,8          | 17. Feb. 1942 |
| Weingartener Moor-Bruchwald Grötzingen                            |      | 2.017 WDPA: 166229    | Karlsruhe, Weingarten (Baden) Reste eines Niedermoores in der Kinzig-Murg-Rinne, ein Bruchwald und ein Teil vom Grötzinger Baggersee als Lebensraum zahlreicher gefährdeter Amphibien-, Insekten- und Vogelarten. | ⊙        | 255,6         | 11. Okt. 1940 |
| Greifenberg                                                       |      | 2.031 WDPA: 81754     | Östringen Von Keupersandstein bedeckter Ausläufer des Eichelberges mit einer mittelalterlichen Burganlage, einer Wallburg. Am Südhang Eichen und Hainbuchen mit zahlreichen Elsbeerbäumen. Auch der seltene Speierling ist vertreten. Am Nordhang zusätzlich Buche unter Zurücktreten des Elsbeerbaumes. Am Hangfuß eine Bodenflora, die mit Farnen, Hexenkraut und Waldziest größere Bodenfrische anzeigt; Bannwald (LWaldG § 32). | ⊙        | 12,6          | 10. Dez. 1975 |
| Kaiserberg                                                        |      | 2.035 WDPA: 82023     | Bruchsal Halbtrockenrasen- und Saum-Gesellschaften am Abfall des Kraichgaues zur Nördlichen Oberrheinebene (NR:Kraichgau) | ⊙        | 7,9           | 4. Dez. 1979  |
| Ritterbruch                                                       |      | 2.037 WDPA: 82423     | Kraichtal Zur Bereicherung der Landschaft im Rahmen einer Flurbereinigung künstlich geschaffener Flachwasserteich mit Röhricht- und Gehölzgürtel in einer Quellmulde des Kraichgaues als Lebensraum seltener und typischer Tier- und Pflanzengesellschaften und als wissenschaftliches Untersuchungsobjekt. | ⊙        | 4,6           | 10. Dez. 1979 |
| Rußheimer Altrhein-Elisabethenwört                                |      | 2.058 WDPA: 82468     | Philippsburg, Dettenheim Typisches Rheinauegebiet der Mäanderzone mit offenen Wasserflächen und Verlandungsbereichen, Weich- und Hartholzauenwäldern, Wasserpflanzen- und Röhrichtgesellschaften; reiche Vogelwelt; Schonwald (LWaldG § 32). | ⊙        | 538,0         | 29. Juni 1982 |
| Federbachbruch zwischen Muggensturm und Malsch                    |      | 2.061 WDPA: 81643     | Malsch (Landkreis Karlsruhe), Muggensturm Rest des Federbachbruches mit typischer Vegetation feuchter Standorte (Schilfröhricht, Großseggenriede, Feuchtwiesen und Bruchwälder). | ⊙        | 43,0          | 22. Dez. 1982 |
| Wagbachniederung                                                  |      | 2.064 WDPA: 82851     | Oberhausen-Rheinhausen, Neulußheim Vielfältig strukturiertes Feuchtgebiet in der Randniederung der Rheinaue als Brutstätte vom Aussterben bedrohter Vogelarten, als Rast- und Nahrungsplatz nordeurasischer Zugvögel, mit großen vielfältig gegliederten Schilfbeständen, ausgedehnten Schlammflächen und Resten des früher bedeutendsten Moores in der Rheinaue. | ⊙        | 222,5         | 8. Juli 1983  |
| Bruch bei Stettfeld                                               |      | 2.072 WDPA: 162575    | Ubstadt-Weiher Weitläufige, nasse und wechselfeuchte Schilf-, Seggen- und Wiesenflächen, Gebüschbestände und Eichenwald in der Kinzig-Murg-Rinne; bedeutsames Vogelbrutgebiet. | ⊙        | 96,2          | 23. Feb. 1984 |
| Kraichbachniederung                                               |      | 2.073 WDPA: 164228    | Kraichtal Naturnahe Auenlandschaft mit verschiedenartigen Feuchtbiotopen, geprägt vom Bachlauf und zahlreichen Quellen. | ⊙        | 48,9          | 12. Apr. 1984 |
| Kohlplattenschlag                                                 |      | 2.074 WDPA: 164190    | Graben-Neudorf Ein durch Kiesabbau entstandenes Refugium für Tier- und Pflanzenwelt, hochwertiges naturkundlich-pädagogisches Lehr- und Studiengebiet. | ⊙        | 49,0          | 25. Juli 1984 |
| Altrhein Kleiner Bodensee                                         |      | 2.081 WDPA: 162130    | Karlsruhe, Eggenstein-Leopoldshafen Typisches Rheinauengebiet (Altrheinarm) der Mäanderzone mit ausgedehnten Röhrichtflächen, Hart- und Weichholzauenwäldern. Lebensraum zahlreicher gefährdeter Pflanzen- und Tiergemeinschaften | ⊙        | 216,8         | 13. Juni 1985 |
| Malscher Aue                                                      |      | 2.082 WDPA: 164562    | Bad Schönborn, Malsch, Mühlhausen Feuchtgebiet von regionaler Bedeutung, Bachaue entlang des Hengstbaches mit letzten zusammenhängenden Schilf-, Seggen- und Hochstaudenflächen, Bachvegetation, Hecken- und Waldrandbereiche; Lebensraum von z. T. erheblich gefährdeten Pflanzen- und Tierarten. | ⊙        | 23,9          | 13. Juni 1985 |
| Beim Roten Kreuz                                                  |      | 2.087 WDPA: 162362    | Ubstadt-Weiher 8 Teilgebiete. Typische Landschaftsteile der Kraichgauer Lößlandschaft mit Terrassen und steilen, trocken heißen Lößböschungen, Rainen, Hohlwegen, Halbtrockenrasen und Feuchtgebieten mit charakteristischen Tier- und Pflanzengemeinschaften. | ⊙        | 35,7          | 27. Nov. 1985 |
| Tongrube Gochsheim                                                |      | 2.103 WDPA: 165912    | Kraichtal Überdurchschnittlich ausgestatteter Sekundärbiotop, mit einer Vielzahl von unterschiedlichen Lebensräumen wie Feuchtgebiete, Ruderalflächen, Steilwände, Tümpel, Teiche, Aufschüttungsflächen, Buschzone eines ehemaligen Hohlweges, Streuobstflächen und Heckenraine (NR: Kraichgau). | ⊙        | 14,6          | 29. Dez. 1986 |
| Altrhein Neuburgweier                                             |      | 2.109 WDPA: 162131    | Rheinstetten Ehemaliger Altrheinarm der beginnenden Mäanderzone mit Verlandungszonen, Wasserpflanzengesellschaften, Weich- und Hartholzauenwälder; naturnahe Sekundärbiotope mit reichen Schwimmblattgesellschaften, Röhrichten und Gehölzen (NR: Nördliche Oberrhein-Niederung). | ⊙        | 119,6         | 16. Mai 1988  |
| Gewann Frankreich-Wiesental                                       |      | 2.111 WDPA: 163238    | Waghäusel Ein durch Kies- und Sandabbau auf der Niederterrasse des Rheingrabens entstandenes Refugium für Tier- und Pflanzenwelt und Brachflächen sollen erhalten und gestaltet werden. | ⊙        | 57,0          | 9. Sep. 1988  |
| Glasbächle, Krebsbächle und Farlickwiesen                         |      | 2.112 WDPA: 163259    | Malsch (Landkreis Karlsruhe) Zwei Gebirgsbäche mit natürlicher Morphologie und Dynamik, natürliche Quellbereiche, Naß- und Feuchtwiesen, extensive Mähwiesen und landschaftsprägende Streuobstwiesen. | ⊙        | 49,8          | 25. Juli 1988 |
| Oberbruchwiesen                                                   |      | 2.127 WDPA: 164860    | Graben-Neudorf Eines der letzten großflächigen zusammenhängenden, z. T. feuchten Wiesengebiete in der Rheinaue; bedeutend als Brut-, Nahrungs- und Überwinterungsgebiet gefährdeter Vogelarten; Grabensystem als Lebensraum seltener Libellenarten. | ⊙        | 125,0         | 29. Dez. 1989 |
| Kleiner Kraichbach                                                |      | 2.129 WDPA: 164123    | Östringen, Kraichtal Naturnahe Kraichgaulandschaft mit charakteristischen Keupermergelhängen, Hohlwegen, Stufenrainen und quellenreichen Talauen. | ⊙        | 100,7         | 5. Apr. 1990  |
| Lehmgrube am Heulenberg                                           |      | 2.132 WDPA: 164413    | Pfinztal Sekundärbiotop mit Feuchtflächen, Steilwänden, Rohbodenflächen, Trocken- und Ruderalstandorten, Hecken und ökologisch wertvollen Waldtraufbereichen; Laichplatz für gefährdete Amphibien, Lebensraum für Reptilien, artenreiche Insektenwelt, Brut- und Nahrungsraum seltener Vogelarten, Forschungsobjekt. | ⊙        | 9,1           | 29. Nov. 1990 |
| Zwölf Morgen                                                      | BW   | 2.141 WDPA: 166435    | Walzbachtal, Pfinztal Extensiv genutztes Streuobstgebiet mit hohem Anteil an alten Bäumen, artenreiche Wiesen und ökologisch wertvolle Hecken- und Waldrandbereiche. | ⊙        | 18,8          | 5. März 1991  |
| Kohlbachtal und angrenzende Gebiete                               |      | 2.142 WDPA: 164185    | Oberderdingen, Sulzfeld (Baden), Zaisenhausen Kraichgaulandschaft mit typischen Halbtrockenrasen, Streuobstwiesen, Feuchtwiesen, Hohlwegen und Auewäldern (NR: Kraichgau). | ⊙        | 138,6         | 6. Mai 1991   |
| Beim Reutwald                                                     |      | 2.146 WDPA: 162361    | Kraichtal Kraichgautypische kleinräumig gegliederte Lössterrassenlandschaft mit Stufenrainen, Hecken und Halbtrockenrasen. | ⊙        | 4,5           | 27. Nov. 1991 |
| Kraichbach- und Weiherbachaue                                     | BW   | 2.154 WDPA: 164227    | Kraichtal Kraichgaulandschaft mit typischen Elementen wie Auewälder, Wiesenauen und Feuchtwiesen, Hangwälder, Streuobstwiesen und Halbtrockenrasen; bedeutende Lebensräume verschiedener seltener, z. T. spezialisierter und gefährdeter Tier- und Pflanzenarten und ihrer Lebensgemeinschaften. | ⊙        | 118,2         | 15. Okt. 1992 |
| Im oberen Haubruch                                                |      | 2.157 WDPA: 163880    | Kraichtal In Verlandung befindliche Fischteiche, Feuchtflächen und Quellhorizonte; unterschiedliche Sukzessionsstadien der nicht mehr genutzten Fischteiche mit dichtem Röhricht; Lebensräume von hervorragender Bedeutung für verschiedene Tierarten. | ⊙        | 4,5           | 22. Dez. 1992 |
| Kälberklamm und Hasenklamm                                        |      | 2.162 WDPA: 163978    | Karlsruhe, Ettlingen, Waldbronn Zwei Kerbbachsysteme mit natürlichen Quellbereichen, mit typischen Tier- und Pflanzengesellschaften; Schluchtwaldgesellschaften; ehemalige Steinbrüche als „geologische Fenster“ und Lebensraum für trockenheitliebende Tiere und Pflanzen. | ⊙        | 21,1          | 30. Dez. 1992 |
| Seelachwiesen                                                     | BW   | 2.165 WDPA: 165539    | Kürnbach Feuchtes Wiesental und im Wald liegende Quellbereiche und angrenzende von Feuchtigkeit geprägte Waldflächen; Lebensraum seltener und gefährdeter Tier- und Pflanzenarten, insbesondere Amphibien, Vögel, Libellen und Schmetterlinge. | ⊙        | 21,1          | 27. Apr. 1993 |
| Albtal und Seitentäler                                            |      | 2.178 WDPA: 162059    | Ettlingen, Karlsbad, Malsch (Landkreis Karlsruhe), Marxzell, Waldbronn, Bad Herrenalb (Landkreis Calw), Gaggenau, Loffenau (Landkreis Rastatt), Straubenhardt (Enzkreis) Talauen als offene Landschaftsräume mit vielfältigen Biotopen, wie Fließ- und Stillgewässer, Quellen, naturnahe Laub- und Nadelwälder, Galeriewälder, Hecken, Steinriegel, Trockenmauern, Felsen, Blockhalden, Naß- und Feuchtwiesen, Seggenriede, Röhrichte, Klingen und Klammen; historische Wässerwiesenanlagen. | ⊙        | 620,6         | 1. Juni 1994  |
| Rheinniederung zwischen Au am Rhein, Durmersheim und Rheinstetten |      | 2.181 WDPA: 165161    | Rheinstetten, Au am Rhein, Durmersheim Der Federbach – für die Rheinniederung typische Bachaue auf einer alten Rheinschlinge mit Schilf- und Großseggenbeständen, Weidenbüschen, Erlen und andere Pflanzen feuchter Standorte; landschaftsbestimmendes und landschaftsgliederndes Element in der Rheinebene; eine Vielzahl von Pflanzengesellschaften in naturnahen bis natürlichen Ausprägungen von nassen und feuchten bis trockenen Standorten mit sämtlichen Relikten ehemals ausgedehnter Pfeifengraswiesengesellschaften und Sandrasengesellschaften auf extrem trockenen Standorten; regional bedeutsame Vogelarten und Insekten; Vorkommen fast aller in Baden-Württemberg heimischen Amphibienarten, größte Laubfroschpopulation des Landes. | ⊙        | 261,6         | 15. Juli 1994 |
| Sandgrube im Dreispitz-Mörsch                                     |      | 2.197 WDPA: 165310    | Rheinstetten Pionierstandorte von feuchten bis zu extrem trockenen Bereichen; Sukzessionsstadien der Vegetation auf verschiedenen Standorten; an die Strukturvielfalt angepasste Tier- und Pflanzenwelt, vor allem spezialisierte und gefährdete Vogel- und Insektenarten sowie Filzkräuter. | ⊙        | 33,8          | 17. Aug. 1995 |
| Ungeheuerklamm                                                    |      | 2.199 WDPA: 165988    | Bruchsal, Weingarten (Baden) Durch feuchtkühle Bedingungen geprägte, schluchtartige Talklinge mit submontaner Vegetation, mit seltenen und spezialisierten Arten; trockenwarme Hänge mit charakteristischen Waldgesellschaften; Streuobstbestände und extensive Wiesen mit kleinflächigem, mosaikartigem Aufbau; Halbtrockenrasen und Hohlweg. | ⊙        | 49,5          | 2. Apr. 1996  |
| Michaelsberg und Habichtsbuckel                                   |      | 2.200 WDPA: 164620    | Bruchsal Mosaikartig, kleinflächig gegliederte Landschaft; Halbtrockenrasen, Wiesengesellschaften, extensive Streuobst- und Magerwiesen, Hohlwege, Talklingen, Hauptmuschelkalkaufschluß; Lebensraum zahlreicher spezialisierter Pflanzen- und Tierarten; charakteristische Pflanzengesellschaften, Insekten und Vögel. | ⊙        | 49,6          | 2. Apr. 1996  |
| Allmendäcker                                                      |      | 2.203 WDPA: 162064    | Rheinstetten Sandgruben als Pionierstandorte, vom feuchten bis zum extrem trockenen Bereich; die Strukturvielfalt der Topographie und Morphologie der Sandgruben soll gefördert werden; an die extremen Standorte angepasste Tier- und Pflanzenwelt, insbesondere Vögel, Insekten und Filzkräuter. | ⊙        | 40,1          | 26. Nov. 1996 |
| Wilhelmsäcker                                                     |      | 2.211 WDPA: 166317    | Stutensee Relikte der einzigartigen Biotoptypen ehemals verbreiteter Sandfluren in der nordbadischen Rheinebene; seltene Lebensräume und letzte Rückzugsflächen für hoch spezialisierten Tier- und Pflanzengesellschaften trockener Sandstandorte und deren Pionierstadien; die Strukturvielfalt der unterschiedlichsten Entwicklungsstadien sowie die Vernetzung der trockenen Sandfluren und der feuchten bis nassen Lebensraumtypen des Baggersees; Ackerbegleitflora der Sandäcker als schützenswürdiges, kulturhistorisches Dokument. | ⊙        | 27,3          | 12. Dez. 1997 |
| Mistwiesen                                                        |      | 2.213 WDPA: 318785    | Marxzell, Karlsbad, Straubenhardt Großflächige Wiesenlandschaft im Quellgebiet der Pfinz; Feucht- und Naßwiesen mit ihrem Orchideenreichtum sowie Hochstaudenfluren, Röhricht- und Seggenbestände; extensiv genutzte mageren Wiesenflächen mit ihrem floristischen Artenreichtum; seltene und gefährdete Tierarten, insbesondere Heuschrecken und Vögel | ⊙        | 48,9          | 28. Sep. 1998 |
| Apfelberg                                                         |      | 2.217 WDPA: 318118    | Östringen Charakteristischer Landschaftsausschnitt südlich von Tiefenbach mit prägenden Stufenrainen, Heckenbereichen, Halbtrockenrasen und Streuobstwiesen. Die Lebensräume vieler, teilweise seltener und gefährdeter Tier- und Pflanzenarten sollen sichergestellt, langfristig erhalten und entwickelt werden. | ⊙        | 21,1          | 21. Dez. 1998 |
| Östringer Erlenwald                                               |      | 2.219 WDPA: 318926    | Östringen, Ubstadt-Weiher Naturnahe Talaue des Schindelbaches mit Quellen und Randbereichen; naturnahe Wälder mit gut ausgebildeten Waldgesellschaften, Waldrändern und wertvolle Altholzbestände; großflächig zusammenhängende, z. T. feuchte Wiesenlandschaft mit eingestreuten Feldhecken und Streuobstbeständen; an die Vielzahl der Biotopstrukturen angepasste und gefährdete Tier- und Pflanzenarten. | ⊙        | 48,2          | 2. Nov. 1999  |
| Rotenberg                                                         |      | 2.220 WDPA: 319008    | Bruchsal Großflächiger Obstwiesenbestand mit seltener und schützenswerter Pflanzenwelt; großflächige Heckenbestände, Hohlwege und Weinberge, der natürlichen Sukzession überlassene Bereiche; schützenswerte Lebensbereiche, wie z. B. Magerwiesenbestände sollen entwickelt werden. | ⊙        | 44,8          | 22. Dez. 1999 |
| Erlich                                                            |      | 2.225 WDPA: 318368    | Philippsburg, Graben-Neudorf, Dettenheim Ehemalige Mäanderzone des Rheins mit einer besonderen Vielfalt nebeneinander liegender und verzahnter, von Wassereinfluss geprägter Biotopstrukturen und Pflanzengesellschaften. | ⊙        | 280,6         | 27. März 2003 |
| Pfinzquellen                                                      |      | 2.241 WDPA: 555632768 | Straubenhardt, Karlsbad und Marxzell Wiesenlandschaft mit unterschiedlich feuchten und unterschiedlich genutztem Grünland sowie die weitgehend naturnahe Talaue der Pfinz. | ⊙        | 281,2         | 24. Mai 2016  |
| Saalbachniederung                                                 |      | 2.244                 | Bruchsal, Graben-Neudorf, Karlsdorf-Neuthard Großräumig unzerschnittener Naturraum in der Rheinebene mit naturnahen Gewässern, Wiesen und naturnahen Waldbeständen. | ⊙        | 465,8         | 31. Juli 2024 |
| Legende für Naturschutzgebiet                                     |      |                       | |          |               |               |